# Enric d'Orleans (duc d'Aumale)
Enric d'Orleans, duc d'Aumale (París 16 de gener de 1822 - Zucco, Sicília, 1896) era Príncep de sang de França de la casa dels Orleans i titulat duc d'Aumale pel seu pare el rei Lluís Felip I de França.
Nascut el de l'any 1822 a París, essent fill del rei Lluís Felip I de França i de la princesa Maria Amèlia de Borbó-Dues Sicílies. El duc d'Aumale era net del duc Lluís Felip d'Orleans i de la princesa Adelaida de Borbó-Penthièvre per via paterna mentre que per via materna ho era del rei Ferran I de les Dues Sicílies i de l'arxiduquessa Maria Carolina d'Àustria.
L'any 1830 heretà les terres i la fortuna de la família dels Borbó-Condé a conseqüència de la mort del príncep Lluís Enric de Borbó-Condé sense descendència i pel fet que Lluís Enric era padrí del duc d'Aumale. La fortuna Condé, de 66 milions de francs francesos de l'època, era considerada la principal fortuna francesa tant pel nombre de propietats repartides per França com per l'enorme capital que la componia.
El príncep fou educat al costat dels seus pares i posteriorment entrà a l'exèrcit com a capità d'infanteria. Distingit per la seva valentia durant la invasió francesa d'Algèria, l'any 1847 fou nomenat ajuda de camp del governador general. Destacà la seva capacitat per fer front a la revolta d'Abd el-Kader.
El 25 de novembre de l'any 1844, el duc d'Aumale es casà amb la princesa Carolina Augusta de Borbó-Dues Sicílies, filla del príncep Leopold de Borbó-Dues Sicílies i de l'arxiduquessa Maria Clementina d'Àustria. La parella tingué dos fills:
- SAR el príncep Lluís Felip d'Orleans, príncep de Condé, nascut l'any 1845 a París i mort l'any 1866 a Sidney.
- SAR el príncep Francesc d'Orleans, duc de Guisa, nascut a París l'any 1846 i mort l'any 1872 a la mateixa capital francesa.

Amb la caiguda de la monarquia dels Orleans el 1848, el príncep s'exilià a Anglaterra on es dedicà a escriure un seguit d'articles i llibrets d'història i concretament d'història militar. Destaca la seva obra "Carta sobre la història de França" feta per contrarestar els atacs que Napoleó III de França feia a la Casa d'Orleans. L'any 1855 esmerçà part de la seva fortuna per comprar una obra mestra de l'art medieval, el llibre Les molt riques hores del Duc de Berry, amb la finalitat de recuperar-la també per França.
Amb l'esclat de la Guerra francoprussiana s'allistà com a voluntari a la guerra, allistament que fou rebutjat per l'emperador. Elegit diputat pel departament d'Oise l'any 1872, i va entrar també a l'Acadèmia francesa en substitució del comte de Montalembert. L'any 1872 també recuperà la seva posició dins de l'exèrcit i arribà a presidir consells de guerra.
Al final de la dècada del 1870 abandonà progressivament la vida pública. L'any 1883 s'aprovà una llei per la qual tots els membres d'antigues famílies reials franceses se'ls hi prohibia mantenir les seves posicions a l'exèrcit i posteriorment l'any 1886 es convidà a aquests a abandonar el país. Malgrat les protestes enèrgiques dels Orleans i del mateix duc no hi hagué marxa enrere.